# Ampedus yousukei
Ampedus yousukei là một loài bọ cánh cứng trong họ Elateridae. Loài này được Arimoto miêu tả khoa học năm 2004.